# مايكل كييفتنبيلد
مايكل كييفتنبيلد (بالهولندية: Maikel Kieftenbeld)‏ (26 يونيو 1990 في هولندا - ) هو لاعب كرة قدم هولندي في مركز الوسط. شارك مع منتخب هولندا تحت 21 سنة لكرة القدم. أما مع النوادي، فقد لعب مع برمنغهام سيتي وغو أهد إيغلز ونادي غرونينغن.

## وصلات خارجية
- مايكل كييفتنبيلد على موقع قاعدة بيانات كرة القدم.إي يو (الإنجليزية)
- مايكل كييفتنبيلد على موقع Soccerway.com (الإنجليزية)